# Штрауб Олександр Якович
Олександр Якович Штрауб (1904, Одеса, Російська імперія — 1942, Одеська область, Українська РСР, СРСР) — радянський футболіст. Нападник збірної СРСР (1926—1930). Найкращий футболіст СРСР на позиції правого напівсереднього (1930).

## Біографія
Олександр Штрауб народився в Одесі в 1904 році. Починав грати в футбол разом з братом Рудольфом в команді «Робур», яка була заснована на початку 1920-х років. Штрауб кілька років поспіль захищав кольори радянського футболу у складі збірної СРСР, і тільки випадок, який призвів до серйозної травми, рано вивів його з ладу.
Був середнього зросту. Володів високим підйомом ноги. Добре бачив панораму поля, в ході гри швидко приймав рішення. Володів кмітливістю, спритністю, хорошим ривком з місця. Штрауб добре зігрався з братом Рудольфом і з Михайлом Малхасовим. Володів рядом різноманітних фінтів, філігранно обробляв м'яч. Багато працював над підвищенням майстерності.
Олександр Штрауб є дворазовим чемпіоном Одеси (1928, 1929), грав за збірну Одеси (1923—1935) і України (1928—1932) та ставав неодноразовим призером чемпіонатів УРСР. Штрауб був єдиним одеситом у збірній СРСР кінця 20-х років.
У збірнійСРСР Штрауб провів 9 неофіційних матчів і забив 3 голи.
У 1930 році увійшов до списку 33-х найкращих футболістів сезону в СРСР під № 1 на позиції правого напівсереднього.
У 1937 році футболіст був репресований, з 1938 по 1940 рфк тренував команду «Динамо» (Хабаровськ). Загинув у 1942 році.
У 2001 році Олександр Штрауб увійшов у число кращих футболістів Одеси ХХ століття, зайнявши в опитуванні 15-е місце.